# Vork (bestek)

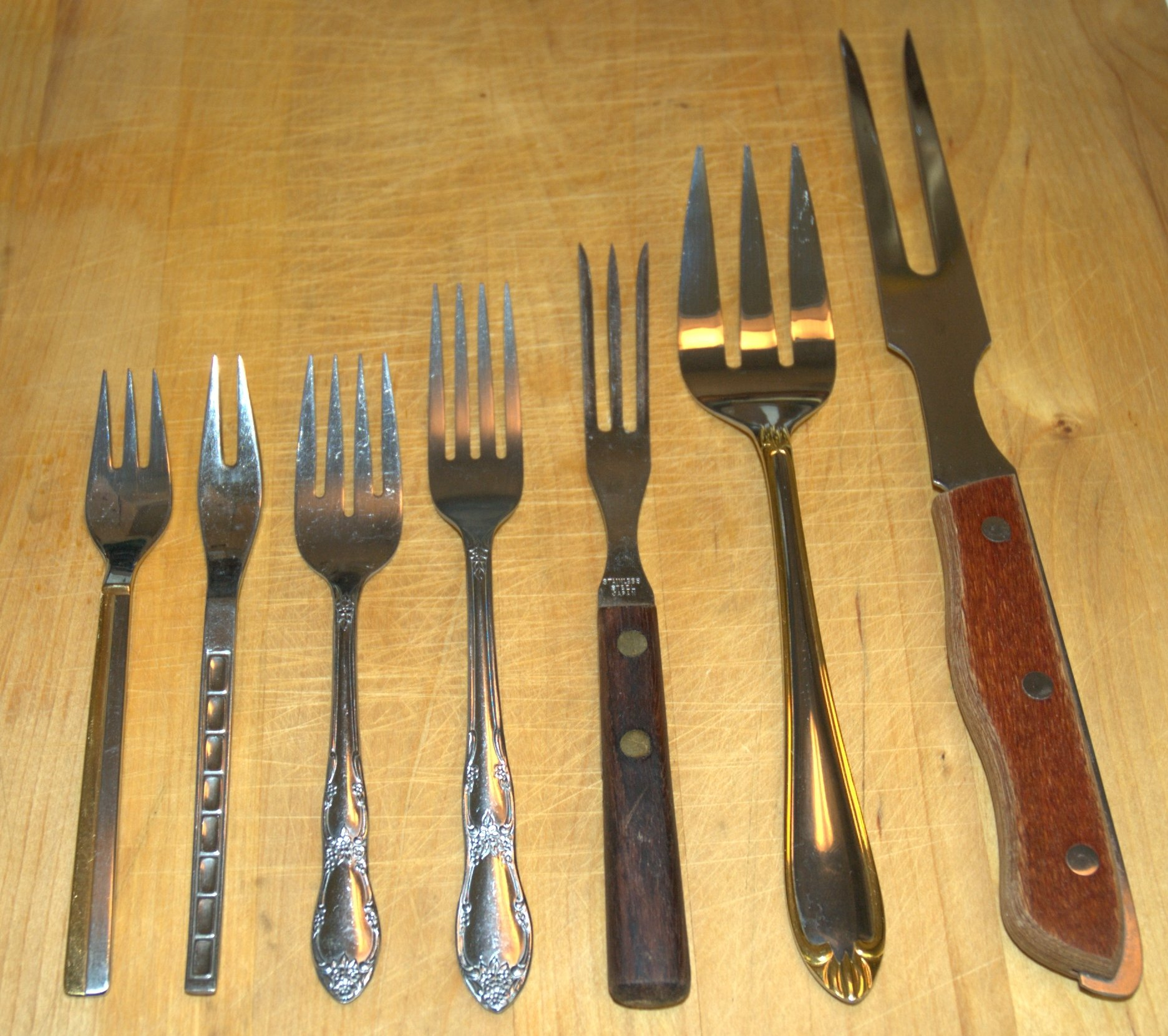
Assortiment vorken

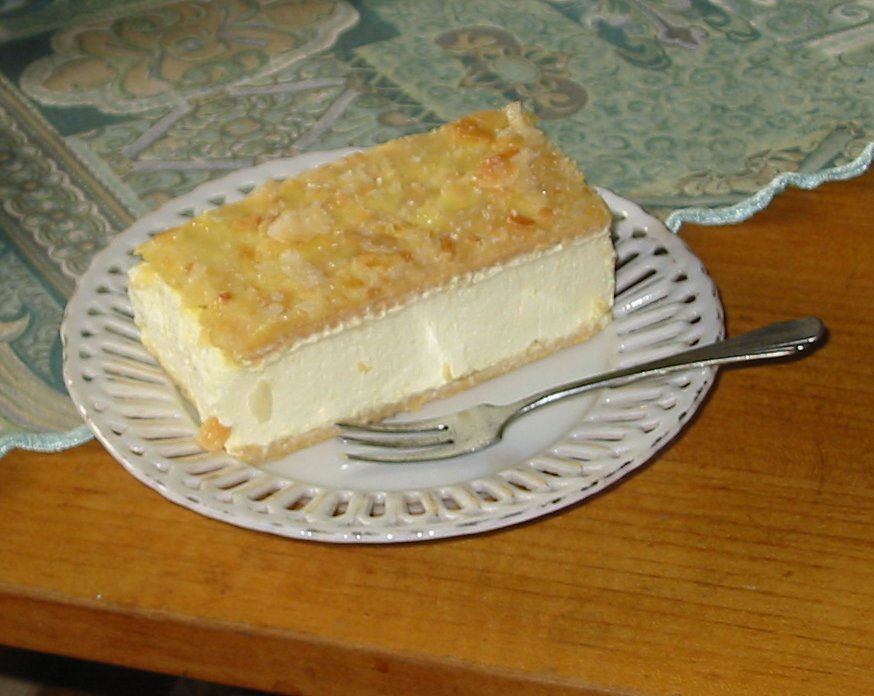
Gebaksvorkje

Een vork is een onderdeel van het bestek en bestaat uit een handvat met daaraan een aantal tanden (gewoonlijk drie of vier). Een vork wordt vooral gebruikt tijdens het snijden van voedsel: om het op de plaats te houden. En om afgesneden stukjes naar de mond te brengen.
Verder overlapt de functie van de vork die van de lepel ten dele: veel voedsel kan zowel met een lepel als met een vork naar de mond gebracht worden. Traditioneel is een vork gemaakt van metaal, maar ook hout en plastic kunnen voor de productie gebruikt worden.
Vorken waren al in gebruik in de Romeinse tijd, maar zijn daarna weer verdwenen. In Byzantium kwamen zij weer in zwang en Maria Agyropoulaina baarde in 1004/5 opzien door in Venetië een kleine gouden vork te gebruiken. Hoewel eerst veroordeeld als pretentieus raakte het bestek geleidelijk in het westen bekend.
De vork als onderdeel van het bestek ontstond in de 16e eeuw in de hogere sociale klassen. In de 15e eeuw werd de (drietandige) vork nog beschouwd als een instrument van de duivel. Een (tweetandige) vork werd alleen gebruikt bij het snijden van vlees.
De meeste vorken hebben drie of vier tanden, die licht gekromd zijn. Hierdoor kan het voedsel zowel aan de vork worden geprikt als met de vork worden geschept. Het laatste wordt in het Verenigd Koninkrijk als onbeschaafd beschouwd: wie zich aan de etiquette houdt prikt al het voedsel, tot en met doperwten, aan de vork.
Van Lodewijk XIV van Frankrijk is bekend dat hij zich aan het oude gebruik om met lepel en mes te eten hield.
De 19e eeuw zag een groei van het aantal modellen lepels en vorken. Waar ooit een enkele lepel en vork dienstdeden werd de tafel nu gedekt met natfruitvorken, opschepvorken, dessert- en hors-d'oeuvrevorken, visvorken en wat dies meer zij. Er bestaan zelfs sardinevorken. De toegenomen welvaart en de grote zilverproductie maakten dat mogelijk.
De invoering van visbestek aan het einde van de 19e eeuw werd door het Britse hof en de adel genegeerd. De Britse koningin at haar vis met twee gelijke vorken en werd daarin door de adel nagevolgd. Een visbestek geldt in deze kringen als een aanwijzing dat iemand qua opvoeding en leefwijze tot de middle class behoort. De symboolfunctie van visbestek werd door Nancy Mitford aangestipt in haar studie naar gedrag dat typisch upper class of juist niet upper class (U of non-U) is.
In Nederland worden de voor de handel bestemde zilveren en gouden vorken van een jaarletter en een gehalteteken voorzien.

## Typen vorken
- Bij de plastic vorken bestaat er ook een variant die aan de zijkant gekarteld is en als zodanig tevens als mes dienst kan doen.
- Er bestaat ook een vork die bedoeld is voor het eten van gebak, de zogenaamde taart- of gebaksvork, een oestervork, een slakkenvorkje en een kreeftvork.
- De vleesvork wordt vooral gebruikt voor grotere stukken vlees.